# سداسي فلوريد البلوتونيوم

سداسي فلوريد البلوتونيوم Plutonium hexafluoride هو أعلى فلوريد للبلوتونيوم ، وهو مهم لإثراء البلوتونيوم بالليزر ، ولا سيما لإنتاج البلوتونيوم النقي 239 من اليورانيوم المشع. هذا البلوتونيوم النقي ضروري لتجنب الانفجار  المبكر لتصميمات الأسلحة النووية منخفضة الكتلة بواسطة النيوترونات الناتجة عن الانشطار التلقائي للبلوتونيوم -240 .

## التحضير
يتم تحضيره بفلورة رباعي فلوريد البلوتونيوم (PuF 4 ) بواسطة عوامل مفلورة قوية مثل عنصر الفلور.    
PuF4 + F2 → PuF6
هذا التفاعل ماص للحرارة  (أي يحتاج للحرارة) .يتكون المنتج بسرعة نسبيًا عند درجات حرارة 750 درجة مئوية ، ويمكن الحصول على ناتج كبير عن طريق تكثيف المنتج بسرعة وإزالته من التوازن الكيميائي. 
يمكن الحصول عليه أيضًا بفلورة فلوريد البلوتونيوم (III) أو أكسيد البلوتونيوم (IV) . 
2 PuF3 + 3 F2 → 2 PuF6
(ملحوظة: العدد 2 على يمين المعادلة مكانه الصحيح على اليسار  عند PuF3؛ يحدث هذا القفز بين اليسار واليمين   عند ترجمة تفاعل من الإنكليزية إلى العربية!)
PuO2 + 3 F2 → PuF6 + O2
في عام 1984 ، تم تصنيع سداسي فلوريد البلوتونيوم في درجات حرارة منخفضة غير مسبوقة من خلال استخدام ثنائي فلوريد ثنائي الأوكسجين . احتاجت التقنيات السابقة إلى درجات حرارة عالية جدًا بحيث  كان  سداسي فلوريد البلوتونيوم المنتج يتحلل بسرعة.  فلوريد الهيدروجين غير كافٍ  على الرغم من أنه عامل مفلور قوي. يمكن أيضًا اجراء التفاعل  باستخدام كريبتون ديفلورايد عند درجة حرارة الغرفة  أو تشعيع التفاعل بالأشعة فوق البنفسجية. 

## الخصائص

### الخصائص الفيزيائية
سداسي فلوريد البلوتونيوم مادة صلبة بلورية متطايرة ذات لون أحمر-بني ؛  حرارة التسامي هي 12.1 كيلو كالوري / مول  وحرارة التبخير 7.4 كيلو كالوري / مول. يتبلور في النظام البلوري أورثورومبيك  . كغاز ، يحتوي الجزيء على تناظر ثماني السطوح (مجموعة نقاط  بلورية Oh )

### الخواص الكيميائية
من الصعب نسبيًا التعامل مع سداسي فلوريد البلوتونيوم ، حيث إنه شديد التآكل وعرضة للانحلال الإشعاعي الذاتي.  

#### التفاعلات مع المركبات الأخرى
يعتبر PuF6 مستقرًا في الهواء الجاف ، ولكنه يتفاعل بقوة مع الماء ، بما في ذلك الرطوبة الجوية ، لتكوين البلوتونيوم (VI) أوكسي فلوريد وحمض الهيدروفلوريك.  
PuF6 + 2 H2O → PuO2F2 + 4 HF
يمكن تخزينه لفترة طويلة في أمبولة كوارتز أو بيركس ، بشرط عدم وجود آثار للرطوبة ، وتم التخلص من الزجاج تمامًا ، وإزالة أي آثار لفلوريد الهيدروجين من المركب. 
يتمثل التفاعل المهم لـسداسي فلوريد البلوتونيوم  PuF6 في الاختزال إلى ثاني أكسيد البلوتونيوم . أول أكسيد الكربون المتولد من لهب الأكسجين والميثان هو مثال جيد كعامل اختزال  لإنتاج أكاسيد الأكتينيد مباشرة من سداسي فلوريد.

#### تفاعلات التحلل
يتحلل سداسي فلوريد البلوتونيوم إلى رباعي فلوريد البلوتونيوم وغاز الفلور.
- يمكن أن يحدث له تحلل حراري ، والذي لا يحدث في درجة حرارة الغرفة ولكنه يستمر بسرعة كبيرة عند 280 درجة مئوية. [6]
- الاحتمال الآخر هو التحليل الإشعاعي الذاتي ، الذي يتحلل بسبب نشاطه الإشعاعي. تتسبب جزيئات ألفا المنبعثة التي تتحرك عبر الشبكة البلورية في تكسير الروابط ، مما يؤدي إلى التحلل إلى فلوريدات منخفضة وغاز الفلور. معدل التحلل من خلال إشعاع ألفا هو 1.5٪ في اليوم في المتوسط في الحالة الصلبة ، ولكنه أقل بكثير في الحالة الغازية. [5] كما أنه يتحلل من أشعة جاما . [19]
- تحت إشعاع الليزر بطول موجي أقل من 520 نانومتر ، يتحلل إلى خماسي فلوريد البلوتونيوم والفلور ؛ [20] بعد المزيد من التشعيع يتحلل أكثر إلى رباعي فلوريد البلوتونيوم . [21]

## الاستخدامات
يلعب سداسي فلوريد البلوتونيوم دورًا في تخصيب البلوتونيوم ، ولا سيما لعزل النظير الانشطاري 239 Pu من اليورانيوم المشع. للاستخدام في الأسلحة النووية ، يجب إزالة النظير 241 Pu لسببين:
- فهو يولّد ما يكفي من النيوترونات عن طريق الانشطار التلقائي فيحدث تفاعل لا يمكن السيطرة عليه.
- يتعرض لانحلال بيتا لتكوين  أميريسيوم 241Am ، مما يؤدي إلى تراكم الأميريسيوم  مع مرور الوقت أثناء فترات تخزين طويلة والتي يجب إزالتها.

يتم فصل البلوتونيوم والأميرسيوم الموجود من خلال تفاعل مع ثنائي فلوريد ثنائي الأوكسجين . الــ PuF 4 الذي تم تخزينه لفترة طويلة في درجة حرارة الغرفة  يتحول إلى إلى غاز PuF 6 ، والذي يتم فصله ويختزل  مرة أخرى إلى PuF4 ، في حين أن أي AmF4 موجود لا يخضع لنفس التحويل. وهكذا يحتوي المنتج على كميات قليلة جدًا من الأمريسيوم ، والذي يتركز في المادة الصلبة غير المتفاعلة. 
يعتبر فصل سداسي فلوريد اليورانيوم والبلوتونيوم مهمًا في إعادة معالجة النفايات النووية.   من خليط الملح المصهور المحتوي على كلا العنصرين ، يمكن إزالة اليورانيوم إلى حد كبير بالفلورة إلى UF6 ، والذي يكون مستقرًا عند درجات حرارة أعلى ، مع تسرب كميات صغيرة فقط من البلوتونيوم في هيئة  PuF6  . 

## اقرأ أيضا
- متآصلات البلوتونيوم